# Восход луны над морем (картина Фридриха, 1822)
«Восход луны над морем» (нем. Mondaufgang am Meer), или «Лунный свет над спокойным морем» (нем. Mondschein auf ruhigem Meer) — картина в стиле романтизма немецкого художника Каспара Давида Фридриха, написана в 1822 году и представляет собой живопись маслом на холсте размером 55×71 см. В настоящее время хранится в Старой национальной галерее в Берлине.

## Описание
На картине изображены мужчина и две женщины, которые сидят на большом валуне на темном каменистом морском берегу и наблюдают за восходом луны. Одежда на изображенных людях выдаёт в них горожан. Мужчина одет в коричневый плащ, белую рубашку и зелёный берет, которые можно отнести к старому немецкому костюму. Женщина в зелёном платье держит за руку женщину в красном платье и сине-зелёном плаще. Облачный горизонт залит фиолетовым светом, из-за которого выглядывает полная луна и покрывает море серебристым сиянием. Два парусника плывут вдоль берега или лежат на рейде. На переднем корабле паруса уже подняты.

## Структура
Картина разделена на две части: берег и море, которые изображены параллельно друг другу и создают внезапный разрыв между передним планом и фоном. Фигуры на валуне кажутся почти силуэтными на светлом фоне. Центральная ось картины проходит через расстояние между мужчиной и двумя женщинами. Тёмный каменный берег создает впечатление абсолютной статики, которую усиливают погружённые в неё люди. Напротив, фон кажется полным движения, с кораблями, отражённым лунным светом, смешанными цветами неба. При просмотре изображения зритель понимает пространственно-временные отношения между ближним и дальним на большом оптическом расстоянии. Горизонт почти наполовину разделяет изображение, созданное, как координата между двумя зеркально отображёнными гиперболическими кривыми, которые следуют за открытием облака в лунном свете и, расположенном ниже, силуэтом каменных блоков. Гиперболическая схема в таком виде позднее будет использована автором только в картине «Большой заповедник». Изображённые со спины, фигуры определяют здесь отношения между человеком и природой как трансцендентную бесконечность, что придает полотну художника неперспективное и неизмеримое пространственное качество.

## Интерпретация
В религиозной интерпретации картины Гельмута Бёрш-Зупана эти три фигуры рассматривают восходящую луну как символ Христа. Огромные камни на берегу означают христианскую веру. Корабли, приближающиеся к берегу, символизируют жизнь, приближающуюся к концу. Сине-фиолетовый основной тон картины означает меланхолию или грусть, которая преодолевается блеском серебряного света. Использование этой цветовой символики в картине Фридриха обеспечивается традицией, заложенной Рихтером. В интерпретации Йенса Кристиана Йенсена вечер здесь означает обетованное искупление, приход божественного. Вода, корабли, луна и небо кажутся раем, в котором земные законы не действуют. По мнению Детлефа Штапфа это картина, вместе с «Деревенским пейзажем в утреннем свете», посвящена памяти зятя художника, Августа Шпонгольца, пастора в Брезене. После смерти в 1808 году сестры живописца, он женился на её подруге. Когда Шпонгольц умер в 1819 году, Фридрих потерял связь с ландшафтом в Брезене, где часто останавливался.
Виланд Шмид, отталкиваясь от старого немецкого костюма и берета, видит в изображении политическую приверженность автора демагогам, которые, после Карлсбадских указов 1819 года, в период германской реакции активно выступали, как реформисты, либералы и сторонники национальных идей. С ним согласен и Петер Меркер, который также видит в мужчине с беретом демагога — представителя определенного времени, со ссылкой на эпоху и определенными надеждами на будущее. Губертус Гасснер проецирует надежды и желания трёх ожидающих людей в пространственную отдаленность зоны моря и неба. Клаус Ланкхайт в картине признает типичную картину романтической дружбы и сравнивает её с полотном Филиппа Отто Рунге под названием «Нас трое».

## Диптих
Во многих отношениях «Деревенский пейзаж в утреннем свете», вероятно написанный художником, как парный «Восходу луны над морем», контрастирует с ним: вечер и утро, тёмные и яркие тона, вода и земля, камни и растительность, горожане как незнакомцы у моря и пастухи в естественной идиллии. Различные интерпретации восхода луны пытаются найти аналог в эквиваленте. Существует мнение о том, что оба изображения должны рассматриваться вместе. Виланд Шмид предполагает, что в обеих картинах время суток связано с человеческой историей и политической реальностью времени их создания. Эти две картины, как и другой диптих художника — «Монах у моря» и «Аббатство в дубовом лесу», являются самыми важными парными полотнами в творчестве Фридриха.

## Провенанс
Картина была создана в 1822 году как парная к другому полотну живописца — «Деревенский пейзаж в утреннем свете», для банкира Иоахима Генриха Вильгельма Вагенера и хранилась в его коллекции. В 1861 году она была приобретена Берлинской национальной галереей. До 1973 года, согласно каталогу коллекции 1828 года, создание картины датировалось 1823 годом. Промежуточные версии, относившие её появление к 1810 или 1830 году не нашли подтверждения. В письме художника заказчику от 1 ноября 1822 года сообщается о доставке ему двух картин в один и тот же месяц. По неизвестным причинам художник выставил картины в апреле 1823 года ещё на специальной выставке, посвящённой визиту баварской королевской четы в Дрезден, прежде чем они были переданы заказчику. На этой выставке полотно носило название «Вечер на пляже Штуббенкамера на острове Рюген».